# Albrecht Wegener
Albrecht Friedrich Heinrich Wegener (* 3. August 1905 in Lübeck; † 7. April 1973 in Ulm) war ein deutscher Jurist und Politiker.

## Leben
Als Sohn eines Oberzugführers geboren, studierte Wegener nach dem Besuch des Realgymnasiums in Malchin Rechtswissenschaften in Rostock und Göttingen. Während seines Studiums wurde er 1924 Mitglied der Burschenschaft Obotritia Rostock. 1927 legte er sein Referendarexamen ab und wurde 1928 zum Dr. iur. promoviert. 1930 wurde er Mitglied der NSDAP (Mitgliedsnummer 385.250). Nach seinem Assessorexamen 1932 wurde er Rechtsanwalt und Notar in Teterow. Von 1932 bis 1933 war er Bürgermeister in Gnoien, vom 19. Februar 1935 bis 1941 Oberbürgermeister von Kolberg. Am Zweiten Weltkrieg nahm er ab 1940 als Freiwilliger einer Panzerjägerabteilung (Frankreichfeldzug) teil, später in der 383. Infanterie-Division. Dort wurde er nach zwei Verwundungen als Leutnant der Reserve und Ordonnanzoffizier zur 545. Infanteriedivision versetzt. 1945 konnte er nach Plauen fliehen, wo er drei Tage als Oberbürgermeister und Kreisamtsleiter für Kommunalpolitik tätig war, bevor er interniert und nach Kornwestheim gebracht wurde. 1948 wurde er entlassen, ging nach Langenau, dann nach Ulm, wo er zunächst als Hilfsarbeiter in einem Rechtsanwaltsbüro arbeitete. Später wurde er wieder selbstständiger Rechtsanwalt.

## Ehrungen
- Kriegsverdienstkreuz II. Klasse, ohne Schwerter
- Eisernes Kreuz II. Klasse
- Dienstauszeichnung der NSDAP

## Veröffentlichungen
- Die Einwilligung in die Körperverletzung. Dissertation Universität Rostock 1928.